# 石井里奈 (モデル)
石井 里奈（いしい りな、1989年10月25日 - ）は、日本の女性ファッションモデル、OL、ヨガインストラクター、インフルエンサー。
埼玉県出身。さいたま市立浦和高等学校卒業、上智大学外国語学部ポルトガル語学科卒業。

## 経歴
- 2008年 - 集英社『月刊プレイボーイ』ミス入学式グランプリ賞
- 2008年 - 上智大学「ミスソフィアコンテスト」ファイナリスト
- 2009年 - ソニーエリクソン、ヤクルト等CM出演
- 2015年 - ミスインターナショナル日本代表大会　ファイナリスト
- 2015年 - ミスユニバース埼玉　ミスユニバース賞
- 2015年 - 集英社『MAQUIA』専属美容モデル「マキアビューティズ」就任、美容モデルとして活動開始
- 2017年 - 美顔器ブランド「belulu」イメージモデル就任、その他テレビ等出演。Instagramを始める
- 2018年 - 「シルクデキョウト」イメージモデル、マクドナルド、キリンビール等のウェブCM出演
- 2019年 - 光文社『CLASSY.』専属読者モデル「CLASSY.LEADERS」就任
- 2020年 - インスタグラマーとしてフォロワー15万人達成、YouTube公式チャンネル開設。UUUMゴルフに出演しゴルフを始める。アパレルブランド「Rinaduce」をオープンしディレクターとしてデザインからマーケティングまで担当。 朝日えごま油テレビCM出演
- 2021年 - ワタナベエンターテイメントカレッジにてSNS講師として活動開始。ロッテアイス「ZERO」のウェブCM出演、キャロウェイゴルフ新ドライバーのウェブCM出演

## 読者モデル
- Cancam、JJ、Ray、non-no、MORE、BLENDA、mina、andGIRL、CLASSY.、GINGER、MAQUIA、東京カレンダー、hanako、with、inRed、steady.、Safari、FRIDAY、ヤングジャンプ、ほか

## 人物
- 保有資格 - 書道10段、英語検定準一級、ヨガインストラクター取得
- 趣味 - ヨガ、料理、ジム、トレーニング、海外旅行
- 特技 - ポルトガル語、ヨガ、テナーサックス、ピアノ